# Élections législatives de 2022 en Savoie
Les élections législatives françaises de 2022 dans le département de la Savoie se déroulent les 12 et 19 juin 2022. Dans le département, quatre députés sont à élire dans le cadre de quatre circonscriptions.

## Contexte

### Résultats de l'élection présidentielle de 2022 par circonscription
| Circonscription | 1er tour | 1er tour | 1er tour  |         | 2d tour | 2d tour |
| Circonscription | Macron   | Le Pen   | Mélenchon | Macron  | Le Pen  |         |
| --------------- | -------- | -------- | --------- | ------- | ------- | ------- |
| Circonscription |          |          |           |         |         |         |
| 1re             | 28,47 %  | 22,85 %  | 18,00 %   | 58,09 % | 41,91 % |         |
| 2e              | 25,58 %  | 24,47 %  | 18,54 %   | 54,81 % | 45,19 % |         |
| 3e              | 24,85 %  | 26,24 %  | 18,54 %   | 53,65 % | 46,35 % |         |
| 4e              | 25,61 %  | 18,76 %  | 26,21 %   | 63,77 % | 36,23 % |         |

## Système électoral
Les élections législatives ont lieu au scrutin uninominal majoritaire à deux tours dans des circonscriptions uninominales.
Est élu au premier tour le candidat qui réunit la majorité absolue des suffrages exprimés et un nombre de voix au moins égal au quart (25 %) des électeurs inscrits dans la circonscription. Si aucun des candidats ne satisfait ces conditions, un second tour est organisé entre les candidats ayant réuni un nombre de voix au moins égal à un huitième des inscrits (12,5 %) ; les deux candidats arrivés en tête du premier tour se maintiennent néanmoins par défaut si un seul ou aucun d'entre eux n'a atteint ce seuil. Au second tour, le candidat arrivé en tête est déclaré élu.
Le seuil de qualification basé sur un pourcentage du total des inscrits et non des suffrages exprimés rend plus difficile l'accès au second tour lorsque l'abstention est élevée. Le système permet en revanche l'accès au second tour de plus de deux candidats si plusieurs d'entre eux franchissent le seuil de 12,5 % des inscrits. Les candidats en lice au second tour peuvent ainsi être trois, un cas de figure appelé « triangulaire ». Les second tours où s'affrontent quatre candidats, appelés « quadrangulaire » sont également possibles, mais beaucoup plus rares.

### Partis et nuances
Les résultats des élections sont publiés en France par le ministère de l'Intérieur, qui classe les partis en leur attribuant des nuances politiques. Ces dernières sont décidées par les préfets, qui les attribuent indifféremment de l'étiquette politique déclarée par les candidats, qui peut être celle d'un parti ou une candidature sans étiquette.
En 2022, seules les coalitions Ensemble (ENS) et Nouvelle Union populaire écologique et sociale (NUP), ainsi que le Parti radical de gauche (RDG), l'Union des démocrates et indépendants (UDI), Les Républicains (LR), le Rassemblement national (RN) et Reconquête (REC) se voient attribuer  une nuance propre,,.
Tous les autres partis se voient attribuer l'une ou l'autre des nuances suivantes : DXG (divers extrême gauche), DVG (divers gauche), ECO (écologiste), REG (régionaliste), DVC (divers centre), DVD (divers droite), DSV (droite souverainiste) et DXD (divers extrême droite). Des partis comme Debout la France ou Lutte ouvrière ne disposent ainsi pas de nuance propre, et leurs résultats nationaux ne sont pas publiés séparément par le ministère, car mélangés avec d'autres partis (respectivement dans les nuances DSV et DXG),.

## Résultats

### Élus
| Circonscription                                 | Député sortant   | Parti | Parti | Groupe | Député élu ou réélu    | Parti | Parti | Groupe |
| ----------------------------------------------- | ---------------- | ----- | ----- | ------ | ---------------------- | ----- | ----- | ------ |
| 1re                                             | Typhanie Degois* |       | LREM  | LREM   | Marina Ferrari         |       | MoDem | DEM    |
| 2e                                              | Vincent Rolland  |       | LR    | LR     | Vincent Rolland        |       | LR    | LR     |
| 3e                                              | Émilie Bonnivard |       | LR    | LR     | Émilie Bonnivard       |       | LR    | LR     |
| 4e                                              | Patrick Mignola  |       | MoDem | MoDem  | Jean-François Coulomme |       | LFI   | LFI    |
| * député sortant ne se représentant pas en 2022 |                  |       |       |        |                        |       |       |        |

### Résultats à l'échelle du département

#### Résultats par coalition
| Parti et coalition                                           | Parti et coalition                                           | Parti et coalition                          | Premier tour | Premier tour | Premier tour | Second tour   | Second tour   | Second tour | Total Sièges  | +/-           |  |
| Parti et coalition                                           | Parti et coalition                                           | Parti et coalition                          | Voix         | %            | Sièges       | Voix          | %             | Sièges      | Total Sièges  | +/-           |  |
| ------------------------------------------------------------ | ------------------------------------------------------------ | ------------------------------------------- | ------------ | ------------ | ------------ | ------------- | ------------- | ----------- | ------------- | ------------- |  |
|                                                              |                                                              | La France insoumise (LFI)                   | 22 341       | 14,04        | 0            | 30 253        | 21,10         | 1           | 1             | 1             |  |
|                                                              | Parti communiste français (PCF)                              | 9 933                                       | 6,24         | 0            | 16 490       | 11,50         | 0             | 0           | en stagnation |               |  |
|                                                              | La France insoumise - Ensemble ! (LFI - E!)                  | 7 635                                       | 4,80         | 0            | 11 479       | 8,01          | 0             | 0           | en stagnation |               |  |
| Total Nouvelle Union populaire écologique et sociale (NUPES) | Total Nouvelle Union populaire écologique et sociale (NUPES) | 39 909                                      | 25,08        | 0            | 58 222       | 40,61         | 1             | 1           | 1             |               |  |
|                                                              |                                                              | Mouvement démocrate (MoDem)                 | 23 006       | 14,46        | 0            | 41 530        | 28,97         | 1           | 1             | en stagnation |  |
|                                                              | La République en marche (LREM)                               | 11 565                                      | 7,27         | 0            |              |               |               | 0           | 1             |               |  |
| Total Ensemble (ENS)                                         | Total Ensemble (ENS)                                         | 34 571                                      | 21,73        | 0            | 41 530       | 28,97         | 1             | 1           | 1             |               |  |
|                                                              |                                                              | Les Républicains (LR)                       | 33 180       | 20,85        | 0            | 43 623        | 30,43         | 2           | 2             | en stagnation |  |
| Total Union de la droite et du centre (UDC)                  | Total Union de la droite et du centre (UDC)                  | 33 180                                      | 20,85        | 0            | 43 623       | 30,43         | 2             | 2           | en stagnation |               |  |
|                                                              | Rassemblement national (RN)                                  | Rassemblement national (RN)                 | 30 032       | 18,88        | 0            |               |               |             | 0             | en stagnation |  |
|                                                              | Reconquête (REC)                                             | Reconquête (REC)                            | 4 684        | 2,94         | 0            | 0             | Nv            |             |               |               |  |
|                                                              | Écologie au centre (ÉAC)                                     | Écologie au centre (ÉAC)                    | 3 945        | 2,48         | 0            | 0             | en stagnation |             |               |               |  |
|                                                              |                                                              | Mouvement hommes animaux nature (MHAN)      | 2 574        | 1,62         | 0            | 0             | en stagnation |             |               |               |  |
| Total Tous unis pour le vivant (TUPV)                        | Total Tous unis pour le vivant (TUPV)                        | 2 574                                       | 1,62         | 0            | 0            | en stagnation |               |             |               |               |  |
|                                                              | Dissidents Ensemble                                          | Dissidents Ensemble                         | 2 490        | 1,57         | 0            | 0             | en stagnation |             |               |               |  |
|                                                              |                                                              | Debout la France (DLF)                      | 1 280        | 0,80         | 0            | 0             | en stagnation |             |               |               |  |
|                                                              | Les Patriotes (LP)                                           | 1 140                                       | 0,72         | 0            | 0            | Nv            |               |             |               |               |  |
| Total Union pour la France (UPF)                             | Total Union pour la France (UPF)                             | 2 420                                       | 1,52         | 0            | 0            | en stagnation |               |             |               |               |  |
|                                                              | Lutte ouvrière (LO)                                          | Lutte ouvrière (LO)                         | 1 262        | 0,79         | 0            | 0             | en stagnation |             |               |               |  |
|                                                              | Mouvement citoyen Les Voix de Savoie (MCVS)                  | Mouvement citoyen Les Voix de Savoie (MCVS) | 928          | 0,58         | 0            | 0             | Nv            |             |               |               |  |
|                                                              |                                                              | Alliance centriste (AC)                     | 644          | 0,40         | 0            | 0             | Nv            |             |               |               |  |
| Total Les écologistes avec la majorité présidentielle (ÉMP)  | Total Les écologistes avec la majorité présidentielle (ÉMP)  | 644                                         | 0,40         | 0            | 0            | Nv            |               |             |               |               |  |
|                                                              |                                                              | Mouvement Région Savoie (MRS)               | 595          | 0,37         | 0            | 0             | Nv            |             |               |               |  |
| Total Régions et peuples solidaires (R&PS)                   | Total Régions et peuples solidaires (R&PS)                   | 595                                         | 0,37         | 0            | 0            | Nv            |               |             |               |               |  |
|                                                              | Parti animaliste (PA)                                        | Parti animaliste (PA)                       | 447          | 0,28         | 0            | 0             | en stagnation |             |               |               |  |
|                                                              |                                                              | Espoir RIC 2022 (ER2022)                    | 358          | 0,23         | 0            | 0             | Nv            |             |               |               |  |
| Total Convergence RIC (CRIC)                                 | Total Convergence RIC (CRIC)                                 | 358                                         | 0,23         | 0            | 0            | Nv            |               |             |               |               |  |
|                                                              |                                                              | République souveraine (RS)                  | 156          | 0,10         | 0            | 0             | Nv            |             |               |               |  |
| Total La Raison du Peuple (LRDP)                             | Total La Raison du Peuple (LRDP)                             | 156                                         | 0,10         | 0            | 0            | Nv            |               |             |               |               |  |
|                                                              | Dissidents Rassemblement national                            | Dissidents Rassemblement national           | 73           | 0,05         | 0            | 0             | Nv            |             |               |               |  |
|                                                              | Sans étiquette (SE)                                          | Sans étiquette (SE)                         | 835          | 0,52         | 0            | 0             | en stagnation |             |               |               |  |
|                                                              |                                                              |                                             |              |              |              |               |               |             |               |               |  |
| Suffrages exprimés                                           | Suffrages exprimés                                           | Suffrages exprimés                          | 159 103      | 98,36        |              | 143 375       | 93,42         |             |               |               |  |
| Votes blancs                                                 | Votes blancs                                                 | Votes blancs                                | 1 888        | 1,17         | 7 204        | 4,69          |               |             |               |               |  |
| Votes nuls                                                   | Votes nuls                                                   | Votes nuls                                  | 764          | 0,47         | 2 902        | 1,89          |               |             |               |               |  |
| Total                                                        | Total                                                        | Total                                       | 161 755      | 100          | 0            | 153 481       | 100           | 4           | 4             | en stagnation |  |
| Abstentions                                                  | Abstentions                                                  | Abstentions                                 | 160 458      | 49,80        |              | 168 797       | 52,38         |             |               |               |  |
| Inscrits/Participation                                       | Inscrits/Participation                                       | Inscrits/Participation                      | 322 213      | 50,20        | 322 278      | 47,62         |               |             |               |               |  |

#### Résultats par nuance
| Nuance                 | Nuance                                         | Nuance                 | Premier tour | Premier tour | Premier tour | Second tour | Second tour   | Second tour | Total Sièges | +/-           |  |
| Nuance                 | Nuance                                         | Nuance                 | Voix         | %            | Sièges       | Voix        | %             | Sièges      | Total Sièges | +/-           |  |
| ---------------------- | ---------------------------------------------- | ---------------------- | ------------ | ------------ | ------------ | ----------- | ------------- | ----------- | ------------ | ------------- |  |
|                        | Nouvelle Union populaire écologique et sociale | NUP                    | 39 909       | 25,08        | 0            | 58 222      | 40,61         | 1           | 1            | 1             |  |
|                        | Ensemble !                                     | ENS                    | 34 571       | 21,73        | 0            | 41 530      | 28,97         | 1           | 1            | 1             |  |
|                        | Les Républicains                               | LR                     | 33 180       | 20,85        | 0            | 43 623      | 30,43         | 2           | 2            | en stagnation |  |
|                        | Rassemblement national                         | RN                     | 30 032       | 18,88        | 0            |             |               |             | 0            | en stagnation |  |
|                        | Reconquête                                     | REC                    | 4 684        | 2,94         | 0            | 0           | Nv            |             |              |               |  |
|                        | Écologiste                                     | ECO                    | 4 657        | 2,93         | 0            | 0           | en stagnation |             |              |               |  |
|                        | Divers                                         | DIV                    | 4 146        | 2,61         | 0            | 0           | en stagnation |             |              |               |  |
|                        | Droite souverainiste                           | DSV                    | 3 421        | 2,15         | 0            | 0           | en stagnation |             |              |               |  |
|                        | Divers droite                                  | DVD                    | 2 646        | 1,66         | 0            | 0           | en stagnation |             |              |               |  |
|                        | Divers extrême gauche                          | DXG                    | 1 262        | 0,79         | 0            | 0           | en stagnation |             |              |               |  |
|                        | Régionalistes                                  | REG                    | 595          | 0,37         | 0            | 0           | Nv            |             |              |               |  |
|                        |                                                |                        |              |              |              |             |               |             |              |               |  |
| Suffrages exprimés     | Suffrages exprimés                             | Suffrages exprimés     | 159 103      | 98,36        |              | 143 375     | 93,42         |             |              |               |  |
| Votes blancs           | Votes blancs                                   | Votes blancs           | 1 888        | 1,17         | 7 204        | 4,69        |               |             |              |               |  |
| Votes nuls             | Votes nuls                                     | Votes nuls             | 764          | 0,47         | 2 902        | 1,89        |               |             |              |               |  |
| Total                  | Total                                          | Total                  | 161 755      | 100          | 0            | 153 481     | 100           | 4           | 4            | en stagnation |  |
| Abstentions            | Abstentions                                    | Abstentions            | 160 458      | 49,80        |              | 168 797     | 52,38         |             |              |               |  |
| Inscrits/Participation | Inscrits/Participation                         | Inscrits/Participation | 322 213      | 50,20        | 322 278      | 47,62       |               |             |              |               |  |

### Cartes

Nuance politique des candidats arrivés en tête dans chaque commune au 1er tour.
Nuance politique des candidats arrivés en tête dans chaque commune au 2e tour.

### Résultats par circonscription

#### Première circonscription
Députée sortante : Typhanie Degois (La République en marche).
| Candidat                 | Candidat                 | Parti et coalition       | Nuance                   | Premier tour | Premier tour | Second tour | Second tour |
| Candidat                 | Candidat                 | Parti et coalition       | Nuance                   | Voix         | %            | Voix        | %           |
| ------------------------ | ------------------------ | ------------------------ | ------------------------ | ------------ | ------------ | ----------- | ----------- |
|                          | Marina Ferrari           | MoDem (ENS)              | ENS                      | 12 700       | 27,40        | 24 051      | 59,33       |
|                          | Christel Granata         | PCF (NUPES)              | NUP                      | 9 933        | 21,43        | 16 490      | 40,67       |
|                          | Manon Deruem             | RN                       | RN                       | 9 247        | 19,95        |             |             |
|                          | Karine Dubouchet         | LR (UDC)                 | LR                       | 5 677        | 12,25        |             |             |
|                          | Jean-Claude Croze        | H diss.                  | DVD                      | 2 490        | 5,37         |             |             |
|                          | Béatrix Millord          | REC                      | REC                      | 1 648        | 3,56         |             |             |
|                          | Frédéric Exertier        | MHAN (TUPV)              | ECO                      | 1 545        | 3,33         |             |             |
|                          | Christian Roussel        | SE                       | DIV                      | 835          | 1,80         |             |             |
|                          | Thierry Bardagi          | EAC                      | DIV                      | 719          | 1,55         |             |             |
|                          | Pierre Lafargue          | LP (UPF)                 | DSV                      | 621          | 1,34         |             |             |
|                          | Rodolphe Guilhot         | MRS (RPS)                | REG                      | 595          | 1,28         |             |             |
|                          | Adrien Casejuane         | LO                       | DXG                      | 259          | 0,56         |             |             |
|                          | Jean-Pierre Chauveau     | RN diss.                 | DSV                      | 73           | 0,16         |             |             |
|                          |                          |                          |                          |              |              |             |             |
| Votes valides            | Votes valides            | Votes valides            | Votes valides            | 46 342       | 98,33        | 40 541      | 91,46       |
| Votes blancs             | Votes blancs             | Votes blancs             | Votes blancs             | 574          | 1,22         | 2 656       | 5,99        |
| Votes nuls               | Votes nuls               | Votes nuls               | Votes nuls               | 213          | 0,45         | 1 129       | 2,55        |
| Total                    | Total                    | Total                    | Total                    | 47 129       | 100          | 44 326      | 100         |
| Abstention               | Abstention               | Abstention               | Abstention               | 46 369       | 49,59        | 49 199      | 52,61       |
| Inscrits / participation | Inscrits / participation | Inscrits / participation | Inscrits / participation | 93 498       | 50,41        | 93 525      | 47,39       |

#### Deuxième circonscription
Député sortant : Vincent Rolland (Les Républicains).
| Candidat                 | Candidat                 | Parti et coalition       | Nuance                   | Premier tour | Premier tour | Second tour | Second tour |
| Candidat                 | Candidat                 | Parti et coalition       | Nuance                   | Voix         | %            | Voix        | %           |
| ------------------------ | ------------------------ | ------------------------ | ------------------------ | ------------ | ------------ | ----------- | ----------- |
|                          | Vincent Rolland          | LR (UDC)                 | LR                       | 10 720       | 30,80        | 20 474      | 64,08       |
|                          | Cédric Morand,           | LFI - E! (NUPES)         | NUP                      | 7 635        | 21,94        | 11 479      | 35,92       |
|                          | Brice Bernard            | RN                       | RN                       | 6 870        | 19,74        |             |             |
|                          | Arthur Empereur          | LREM (ENS)               | ENS                      | 5 470        | 15,72        |             |             |
|                          | Flora Bussy              | EAC                      | ECO                      | 1 064        | 3,06         |             |             |
|                          | Anne-Sophie Wurtz        | REC                      | REC                      | 850          | 2,44         |             |             |
|                          | Matthieu Ciceri          | DLF (UPF)                | DSV                      | 657          | 1,89         |             |             |
|                          | Philippe Troutot         | AC (ÉMP)                 | DIV                      | 644          | 1,85         |             |             |
|                          | Bertrand Camus           | PA                       | ECO                      | 447          | 1,28         |             |             |
|                          | Myriam Rahalia           | LO                       | DXG                      | 290          | 0,83         |             |             |
|                          | Jordan Chenu             | RS (LRDP)                | DVD                      | 156          | 0,45         |             |             |
|                          |                          |                          |                          |              |              |             |             |
| Votes valides            | Votes valides            | Votes valides            | Votes valides            | 34 803       | 98,44        | 31 953      | 95,06       |
| Votes blancs             | Votes blancs             | Votes blancs             | Votes blancs             | 369          | 1,04         | 1 168       | 3,47        |
| Votes nuls               | Votes nuls               | Votes nuls               | Votes nuls               | 184          | 0,52         | 493         | 1,47        |
| Total                    | Total                    | Total                    | Total                    | 35 356       | 100          | 33 614      | 100         |
| Abstention               | Abstention               | Abstention               | Abstention               | 40 965       | 53,67        | 42 724      | 55,97       |
| Inscrits / participation | Inscrits / participation | Inscrits / participation | Inscrits / participation | 76 321       | 46,33        | 76 338      | 44,03       |

#### Troisième circonscription
Députée sortante : Émilie Bonnivard (Les Républicains).
| Candidat                 | Candidat                  | Parti et coalition       | Nuance                   | Premier tour | Premier tour | Second tour | Second tour |
| Candidat                 | Candidat                  | Parti et coalition       | Nuance                   | Voix         | %            | Voix        | %           |
| ------------------------ | ------------------------- | ------------------------ | ------------------------ | ------------ | ------------ | ----------- | ----------- |
|                          | Émilie Bonnivard          | LR (UDC)                 | LR                       | 12 788       | 33,10        | 23 149      | 65,54       |
|                          | Nathalie Krawezynski      | LFI (NUPES)              | NUP                      | 8 793        | 22,76        | 12 170      | 34,46       |
|                          | Marie Dauchy              | RN                       | RN                       | 7 561        | 19,57        |             |             |
|                          | Xavier Trosset            | LREM (ENS)               | ENS                      | 6 095        | 15,78        |             |             |
|                          | Patricia Nowak            | MHAN (TUPV)              | ECO                      | 1 029        | 2,66         |             |             |
|                          | Mikaël Florio             | REC                      | REC                      | 823          | 2,13         |             |             |
|                          | Vincent Thomazo           | DLF (UPF)                | DSV                      | 623          | 1,61         |             |             |
|                          | Ghislaine Socquet-Juglard | EAC                      | ECO                      | 572          | 1,48         |             |             |
|                          | Pascale Trouvé            | LO                       | DXG                      | 347          | 0,90         |             |             |
|                          |                           |                          |                          |              |              |             |             |
| Votes valides            | Votes valides             | Votes valides            | Votes valides            | 38 631       | 98,54        | 35 319      | 95,13       |
| Votes blancs             | Votes blancs              | Votes blancs             | Votes blancs             | 405          | 1,03         | 1 343       | 3,62        |
| Votes nuls               | Votes nuls                | Votes nuls               | Votes nuls               | 168          | 0,43         | 464         | 1,25        |
| Total                    | Total                     | Total                    | Total                    | 39 204       | 100          | 37 126      | 100         |
| Abstention               | Abstention                | Abstention               | Abstention               | 35 242       | 47,34        | 37 332      | 50,14       |
| Inscrits / participation | Inscrits / participation  | Inscrits / participation | Inscrits / participation | 74 446       | 52,66        | 74 458      | 49,86       |

#### Quatrième circonscription
Député sortant : Patrick Mignola (Mouvement démocrate).
| Candidat                 | Candidat                 | Parti et coalition       | Nuance                   | Premier tour | Premier tour | Second tour | Second tour |
| Candidat                 | Candidat                 | Parti et coalition       | Nuance                   | Voix         | %            | Voix        | %           |
| ------------------------ | ------------------------ | ------------------------ | ------------------------ | ------------ | ------------ | ----------- | ----------- |
|                          | Jean-François Coulomme   | LFI (NUPES)              | NUP                      | 13 548       | 34,45        | 18 083      | 50,85       |
|                          | Patrick Mignola          | MoDem (ENS)              | ENS                      | 10 306       | 26,21        | 17 479      | 49,15       |
|                          | Rémi Garnier             | RN                       | RN                       | 6 354        | 16,16        |             |             |
|                          | François Gaudin          | LR (UDC)                 | LR                       | 3 995        | 10,16        |             |             |
|                          | Mireille Bouvier         | EAC                      | DIV                      | 1 590        | 4,04         |             |             |
|                          | Charles Gonzalez         | REC                      | REC                      | 1 363        | 3,47         |             |             |
|                          | David Mercier            | MCVS                     | DSV                      | 928          | 2,36         |             |             |
|                          | Sonia Felfouli           | LP (UPF)                 | DSV                      | 519          | 1,32         |             |             |
|                          | Marie Ducruet            | LO                       | DXG                      | 366          | 0,93         |             |             |
|                          | Albin Guillaud           | ER2022 (CRIC)            | DIV                      | 358          | 0,91         |             |             |
|                          |                          |                          |                          |              |              |             |             |
| Votes valides            | Votes valides            | Votes valides            | Votes valides            | 39 327       | 98,16        | 35 562      | 92,57       |
| Votes blancs             | Votes blancs             | Votes blancs             | Votes blancs             | 540          | 1,35         | 2 037       | 5,30        |
| Votes nuls               | Votes nuls               | Votes nuls               | Votes nuls               | 199          | 0,50         | 816         | 2,12        |
| Total                    | Total                    | Total                    | Total                    | 40 066       | 100          | 38 415      | 100         |
| Abstention               | Abstention               | Abstention               | Abstention               | 37 882       | 48,60        | 39 542      | 50,72       |
| Inscrits / participation | Inscrits / participation | Inscrits / participation | Inscrits / participation | 77 948       | 51,40        | 77 957      | 49,28       |